# Кохбаван
Кохбаван (вірм. Կողբավան) — село в марзі Армавір, на заході Вірменії. Село розташоване за 35 км на захід від міста Армавір та за декілька кілометрів на північний схід від села Багаран. Село розташоване на лівому березі річки Ахурян, по якій проходить сучасний кордон з Туреччиною.